# Denis Héroux
Denis Héroux, (Montreal, 15 de julio de 1940 – Montreal, 10 de diciembre de 2015) fue un director y productor de cine canadiense.

## Biografía
Héroux quería convertirse en profesor cuando colaboró con Denys Arcand y Stéphane Venne en el film de 1962, Seul ou avec d’autres. Durante su etapa de profesor durante seis años, escribió dos libros y continuó dirigiendo, sobre todo cortos y documentales.
A finales de los 60, Héroux se convirtió en uno de los cineastas independientes más famosos de Canadá con éxitos como Valérie (1968) y L'Initiation en 1970. En 1975, se introdujo en la coproducción de películas del Quebec. Obtuvo reconocimiento internacional con coproducciones como Jacques Brel Is Alive and Well and Living in Paris (1975), Atlantic City (1980), y En busca del fuego (Quest for Fire) (1981). Fue el cofundador de Alliance Films una compañía de la que se marchó a finales de los 80.
Héroux ganó el Premio Genie a la mejor película por Les Plouffe en 1981 y El chico de la bahía (The Bay Boy) en 1985. También recibió la nominación al Óscar a la mejor película en 1981 por Atlantic City.
Héroux fue miembro del jurado en el Festival Internacional de Cine de Berlín de 1981.
En 1983, Héroux recibió el Honorde Oficial de la Orden de Canadá. Héroux moriría el 10 de diciembre de 2015 a la edad de 75 años.

## Filmografía

### Features
- Seul ou avec d'autres (codirigido con Denys Arcand y Stéphane Venne, 1962)
- Con el agua al cuello (Jusqu'au cou) (1964)
- Pas de vacances pour les idoles (1965)
- Valérie (1968)
- L'Initiation (1969)
- L'amour humain (aka Virgin Lovers, 1970)
- Les defroques (1971)
- 7 fois... par jour (1971)
- Quelques arpents de neige (1972)
- J'ai mon voyage! (1973)
- Y'a toujours moyen de moyenner! (1973)
- Jacques Brel Is Alive and Well and Living in Paris (1974)
- Pousse mais pousse égal (1975)
- Nacido para el infierno (Die Hinrichtung) (1976)
- Lo oculto (The Uncanny) (1977)
- The Blood of Others (1984)

### Otros trabajos
- Cent ans déjà (Corto documental, 1967)
- Mais où sont les Anglais d'antan? (Documental, 1967)
- Un ville à vivre (Corto documental, 1967)
- Les Acadiens (episodio de la serie de TV La feuille d'érable, 1971)
- La fille du Roy (episodio de la serie de TV La feuille d'érable, 1971)
- Bureau des inventeurs (Corto documental, 1971)
- Transports et communications (Corto documental, 1971)
- Un enfant comme les autres (Documental, 1972)
- Le Ministère de l'Industrie et du Commerce du Canada (Corto, 1972)
- Le Ministère des Transports du Canada (Short film, 1972)
- La vallée-jardin (Corto codirigido con Justine Héroux, 1974)
- The Strikebreaker (episodio de la serie de TV Sidestreet, 1975)